# クモラン
クモラン（蜘蛛蘭、学名：Taeniophyllum glandulosum Bl.）は、ラン科クモラン属の多年草。樹木の枝に着生する着生植物。葉がないことで知られている。

## 特徴

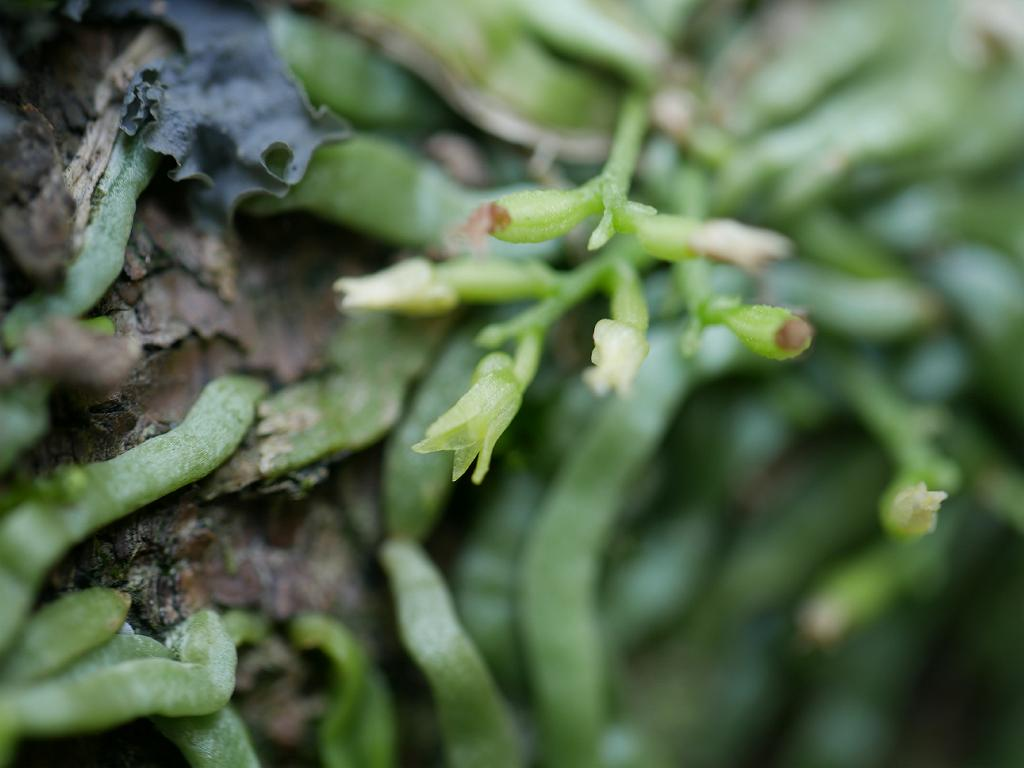
花

茎はごく短縮して、根は茎から放射状に出る。根は長さが2-3cmで、ほとんど枝分かれせず、樹皮に密着する。やや偏平になっており、白っぽい緑色をしている。葉は全くない。光合成は根が行なっている。
初夏に花が咲く。花は中心部から立ち上がる1cmにも満たない花茎上につき、緑色で2mm程の長さしかないため、全く目立たず、よく見ないとあるのかどうかも分からない。果実はもう少し大きくなる。
名前は根を広げている様子を虫のクモに見立てたものである。日本では関東以西の本州から琉球列島まで分布する。国外では朝鮮、中国からヒマラヤ、マレーシアにかけて分布する。樹木に根を広げて着生する。往々にして多数が集まる。細い枝の場合、その表面がこの植物の根で覆われているような場合も見かける。必ずしも森林でなくてもよく、山間部では集落の中の木にも見ることがある。ウメの木には特によく見かける。

## 利用
ラン科の植物や着生植物には観賞用に栽培されるものが多い。両方を兼ねているものはなおさらである。このクモランの場合もこれに当たるが、この種の場合、はっきり言って鑑賞価値は皆無に近い。花は地味というより、見えないし、姿は確かにユニークではあるが、目立たない。むしろほかの着生ランの葉が枯れた姿に近い。それでも単に着生ランというだけで栽培したがる人間もいる。
しかし、この種は着生場所から引き離した場合、絶対と言ってよいほど再活着しない。一説によると樹皮に棲む菌類と共生関係にあるともいう。そのため採集するなら枝ごと切り取るしかないが、切り落とした枝は湿った状態に置くとすぐ腐ってしまうため、持ち帰ったとしても長期栽培はできない。種子を庭木に擦り付けたところ、発芽した例がある。
ただ、とにかく目立たないためにそもそもなかなか発見されない。したがって採集圧は他の着生ランほどではないと見られるが、それでも個体数は減っている。これはむしろ、生育環境の悪化によるであろう。道路が拡張されたり、周囲の森林が切り開かれるなどすると、たちまち見えなくなってしまう例がある。生育環境の乾燥の影響が大きいようである。